# Danh sách tập của Siêu trí tuệ Trung Quốc (mùa 4)
Dưới đây là danh sách các tập của chương trình Siêu trí tuệ (Trung Quốc) mùa 4 phát sóng năm 2017.

## Danh Nhân Đường
Danh Nhân Đường xuất hiện từ đầu mùa 4 gồm những thí sinh xuất sắc của những mùa trước. Thành viên trong Danh Nhân Đường không cố định mà sẽ có thay đổi. Tuyển thủ mới được tiến cấp sẽ khiêu chiến tuyển thủ của Danh Nhân Đường. Người chiến thắng sẽ được vào Danh Nhân Đường của Trung Quốc và có cơ hội được đối đầu với các tuyển thủ nước ngoài.
Một trong những thành viên của Danh Nhân Đường sẽ tham gia phiên đánh giá để chấm điểm thí sinh (Năm này là Vương Phong).

## Vòng 1
| Chú giải | Thành viên của Danh Nhân Đường | Thí sinh đạt từ 80 điểm trở lên và được tiến cấp | Thí sinh không hoàn thành thử thách | Thí sinh hoàn thành thử thách nhưng không được tiến cấp | Thí sinh đạt dưới 80 điểm trở xuống và phải chia tay với chương trình | Thí sinh đạt dưới 80 điểm trở xuống nhưng được các giám khảo và Danh Nhân Đường cứu vào vòng trong | Thí sinh khiêu chiến thất bại | Thí sinh khiêu chiến thành công |

### Tập 1
| STT | Tên thí sinh | Tên thí sinh | Thử thách             | Mô tả | Điểm dự đoán từ giám khảo                                                                     | Điểm số từ giám khảo khoa học                                                                 | Điểm chung cuộc                                                                               |
| --- | ------------ | ------------ | --------------------- | --- | --------------------------------------------------------------------------------------------- | --------------------------------------------------------------------------------------------- | --------------------------------------------------------------------------------------------- |
| 1   | Hoàng Chính  | Hoàng Chính  | Đinh Tử Họa Lang      | Có 20 cặp tranh, mỗi bức trong một cặp là hoàn toàn tương đồng. Giám khảo sẽ chọn một cặp bức tranh, đồng thời thay đổi cây đinh ghim bất kỳ trên một bức tranh, bức tranh tương ứng còn lại vẫn giữ nguyên. Tuyển thủ quan sát và tìm ra cây đinh bị thay thế. Toàn bộ chính xác, khiêu chiến thành công. | 12                                                                                            | 9                                                                                             | 108                                                                                           |
| 2   | Vưu Đông Mai | Vưu Đông Mai | Tiểu Nhân Quốc Chi Lữ | Một khung cảnh lego được tạo ra với 80000 mảnh lego. Tuyển thủ đã quan sát và ghi nhớ trong 6 ngày. Giám khảo tùy ý lấy 3 mảnh lego bất kỳ. Tuyển thủ quan sát và đưa ra vị trí của mảnh lego đã bị lấy mất, sau đó đem mẩu lego đó về vị trí ban đầu. Hai lần chính xác, khiêu chiến thành công. | 11                                                                                            | 7                                                                                             | 77                                                                                            |
| 3   | Vương Phong  | Tiểu Độ      | Thông Thông Na Niên   | Có 2 vòng thi đấu về nhận dạng khuôn mặt: Vòng 1: Có 20 bức ảnh hồi nhỏ của các thành viên trong nhóm nhạc Ong Mật. Giám khảo tùy ý chọn 2 bức ảnh. Tuyển thủ quan sát hai bức ảnh đó. Sau đó, nhóm nhạc Ong Mật lên sân khấu. Khuôn mặt của họ sẽ xuất hiện trên màn hình của 2 tuyển thủ. Tuyển thủ đánh dấu vào đáp án ở trên màn hình. Vòng 2: Có 30 bức ảnh chụp lễ tốt nghiệp tiểu học của 30 tình nguyện viên. Giám khảo chọn 1 người. Tuyển thủ phải tìm ra người đó trong 30 bức ảnh trên. Thời gian quan sát không hạn chế. | Vòng 1: Tiểu Độ thắng 2-1 Vòng 2: Cả hai đều chính xác, hòa 1-1 Chung cuộc: Tiểu Độ thắng 3-2 | Vòng 1: Tiểu Độ thắng 2-1 Vòng 2: Cả hai đều chính xác, hòa 1-1 Chung cuộc: Tiểu Độ thắng 3-2 | Vòng 1: Tiểu Độ thắng 2-1 Vòng 2: Cả hai đều chính xác, hòa 1-1 Chung cuộc: Tiểu Độ thắng 3-2 |

### Tập 2
| STT | Tên thí sinh  | Tên thí sinh | Thử thách            | Mô tả | Điểm dự đoán từ giám khảo | Điểm số từ giám khảo khoa học | Điểm chung cuộc      |
| --- | ------------- | ------------ | -------------------- | --- | ------------------------- | ----------------------------- | -------------------- |
| 1   | Tạ Siêu Đông  | Tạ Siêu Đông | Bì Ảnh Truy Tung     | 33 con rối bóng sẽ phân thành 297 bộ phận và được bố trí trên 2 ống xoay, kèm theo đó là tên từng bộ phận. Tuyển thủ quan sát trong 60 phút và tự tổng hợp ra con rối hoàn chỉnh. Giám khảo sẽ chọn 3 bộ phận ngẫu nhiên, 3 bộ phận này sẽ được thay thế bằng 3 bộ phận gần giống và đưa vào các con rối ban đầu. Tuyển thủ sẽ xem 8 màn múa rối bóng, mỗi màn kéo dài 1 phút và phải tìm ra tên của 3 bộ phận bị thay thế và tên của màn múa rối tương ứng. Tìm đúng 2 bộ phận, khiêu chiến thành công.                                         | 11                        | 8                             | 88                   |
| 2   | Vu Trạm       | Vu Trạm      | Nhất Nhãn Biện Sơn   | Trên bản đồ địa hình vùng Lư Sơn xuất hiện các điểm sáng nhấp nháy. Ứng với các điểm quan sát trên là các bức ảnh phong cảnh thực tế. Giám khảo chọn 3 bức ảnh thực cảnh, tuyển thủ chỉ được quan sát 3 bức ảnh thực cảnh này và phải tìm ra điểm quan sát trên bản đồ tương ứng trên bản đồ địa hình và cả hướng quan sát. Nếu hướng quan sát của tuyển thủ so với đáp án chính xác có độ lệch nhỏ hơn {\displaystyle 4^{\circ }}, điểm quan sát không lệch quá 200m thì được coi là chính xác. Chính xác 2 trên 3 lần, khiêu chiến thành công. | 14                        | 9                             | 126                  |
| 3   | Tôn Diệc Đình | Tiểu Độ      | Bí mật không thể nói | Châu Kiệt Luân sẽ đóng vai trò người kết nối với 3 gián điệp. Gián điệp ẩn mình trong dàn hợp xướng của siêu trí tuệ, thu thập tin tức tình báo. Trong lúc liên lạc với 3 gián điệp, tín hiệu bỗng nhiên bị nhiễu, do đó, âm thanh bị ngắt quãng. 2 tuyển thủ sẽ dựa vào đoạn hội thoại bị ngắt quãng liên tục đó để tiến hành tìm ra 3 gián điệp trong dàn hợp xướng có tuổi tác tương đồng, giọng hát tương đồng. Người tìm được nhiều hơn sẽ giành chiến thắng.                                                                               | Hai bên hòa nhau 1-1      | Hai bên hòa nhau 1-1          | Hai bên hòa nhau 1-1 |

Sau tập này, Vương Dục Hoành đã trở lại gia nhập Danh Nhân Đường.

### Tập 3
| STT | Tên thí sinh    | Tên thí sinh | Thử thách         | Mô tả | Điểm dự đoán từ giám khảo | Điểm số từ giám khảo khoa học | Điểm chung cuộc   |
| --- | --------------- | ------------ | ----------------- | --- | ------------------------- | ----------------------------- | ----------------- |
| 1   | Trần Hạo        | Trần Hạo     | Nam Hải Phong Vân | 50 lộ tuyến hàng hải trong khu vực Nam Hải. Khách mời chọn 1 lộ tuyến. Trên sân khấu sẽ chia lộ tuyến này thành 54 phần bằng nhau và tiến hành xáo trộn ngẫu nhiên, cuối cùng ẩn những phần này đi. Trong 54 ô sau khi xáo trộn này, dùng điểm sáng để đi từ đầu đến cuối đường hàng hải này lần lượt theo thứ tự. Tuyển thủ quan sát đường đi phức tạp của điểm sáng phục hồi toàn bộ tuyến hàng hải trước khi bị xáo trộn. Chính xác toàn bộ, khiêu chiến thành công. | 13                        | 8                             | 104               |
| 2   | Tô Trạch Hà     | Tô Trạch Hà  | Ký ức Giang Nam   | 30 chị em sẽ lên sân khấu biểu diễn múa dù. Tuyển thủ quan sát khuôn mặt của họ và cây dù tương ứng trên tay mỗi người. Sau khi bài múa kết thúc, giám khảo tùy ý chọn 2 người. Trong 30 cây dù được treo lên, tuyển thủ tìm lại cây dù mà cô ấy đã cầm. Tìm chính xác 1 trong 2 người, khiêu chiến thành công. | 12                        | 8                             | 96                |
| 3   | Vương Dục Hoành | Tiểu Độ      | Kế Hoạch Hạch Đào | Trong đêm tối xuất hiện 3 tên đạo tặc và bị camera ghi lại. Tuyển thủ sau khi quan sát phải tìm ra 3 tên đạo tặc đó trong 30 kẻ tình nghi bị áp giải đến trường quay. Ai tìm nhiều hơn sẽ giành chiến thắng. | Tiểu Độ thắng 2-0         | Tiểu Độ thắng 2-0             | Tiểu Độ thắng 2-0 |

Sau tập này, Tiểu Độ giành chiến thắng 3-1, giành quyền tiến thẳng vào vòng chung kết.

### Tập 4
| STT | Tên thí sinh      | Thử thách           | Mô tả | Điểm dự đoán từ giám khảo | Điểm số từ giám khảo khoa học | Điểm chung cuộc |
| --- | ----------------- | ------------------- | --- | --- | --- | --- |
| 1   | Từ Dịch Bái       | Phù Tảo Lược Ảnh    | Có 40 video về tranh vi tảo. Mỗi video sẽ thể hiện khoảng thời gian 5 ngày bức tranh vi tảo được hình thành. Tuyển thủ sẽ có 2 giờ để quan sát tất cả các video đó. Giám khảo sẽ chọn ngẫu nhiên một bức tranh vi tảo, sau đó gấp lại và lựa chọn tiếp một phần có diện tích bằng 1/30 bức tranh ban đầu. Tuyển thủ quan sát video đề cho trong 15 phút và có thêm 40 phút để tìm đáp án từ các video thể hiện 3 ngày đầu của tranh vi tảo. Hai khách mời sẽ lần lượt ra đề. Trả lời chính xác 1 đề, khiêu chiến thành công. | 15 | 10 | 150 |
| 2   | Vương Vĩ          | Tranh bá rubik      | Có 3 vòng thi đấu: Vòng 1: Phần thi đánh giá 6 tuyển thủ sẽ thực hiện 2 vòng giải nhanh rubik tính thời gian. Thời gian của 2 vòng sẽ cộng lại và trở thành điểm đánh giá của đối thủ. Phần thi này chỉ xếp hạng, không có loại thí sinh. Tuyển thủ sẽ dùng điểm đánh giá vào phần thi sàng lọc. Vòng 2: Phần thi sàng lọc Có 4 vòng thi đấu. Mỗi vòng, các tuyển thủ sẽ giải một khối rubik. Thời gian của mỗi vòng sẽ được cộng dồn (Có cộng dồn thời gian ở vòng trước). Sau mỗi vòng, tuyển thủ có thành tích thấp nhất sẽ bị loại cho đến khi còn 2 tuyển thủ bước vào vòng đối đầu. Vòng 3: Phần thi đối đầu Kết quả của 2 vòng thi trước sẽ được xóa bỏ. Hai tuyển thủ lần lượt thi đấu giải nhanh rubik. Ai giành được 3 chiến thắng trước sẽ được tiến cấp. | Ở vòng 2, các tuyển thủ lần lượt bị loại là Vương Vĩ, Phương Thuật Kiệt, Lý Khai Long, Lâm Khải Tuấn (Do ấn nhầm nút reset làm mất kết quả, tuyển thủ bị loại trực tiếp). Ở vòng 3, Vương Giai Vũ thắng 3-0 trước Trương Vĩ Tinh sau 3 trận đấu. | Ở vòng 2, các tuyển thủ lần lượt bị loại là Vương Vĩ, Phương Thuật Kiệt, Lý Khai Long, Lâm Khải Tuấn (Do ấn nhầm nút reset làm mất kết quả, tuyển thủ bị loại trực tiếp). Ở vòng 3, Vương Giai Vũ thắng 3-0 trước Trương Vĩ Tinh sau 3 trận đấu. | Ở vòng 2, các tuyển thủ lần lượt bị loại là Vương Vĩ, Phương Thuật Kiệt, Lý Khai Long, Lâm Khải Tuấn (Do ấn nhầm nút reset làm mất kết quả, tuyển thủ bị loại trực tiếp). Ở vòng 3, Vương Giai Vũ thắng 3-0 trước Trương Vĩ Tinh sau 3 trận đấu. |
| 2   | Trương Vĩ Tinh    | Tranh bá rubik      | Có 3 vòng thi đấu: Vòng 1: Phần thi đánh giá 6 tuyển thủ sẽ thực hiện 2 vòng giải nhanh rubik tính thời gian. Thời gian của 2 vòng sẽ cộng lại và trở thành điểm đánh giá của đối thủ. Phần thi này chỉ xếp hạng, không có loại thí sinh. Tuyển thủ sẽ dùng điểm đánh giá vào phần thi sàng lọc. Vòng 2: Phần thi sàng lọc Có 4 vòng thi đấu. Mỗi vòng, các tuyển thủ sẽ giải một khối rubik. Thời gian của mỗi vòng sẽ được cộng dồn (Có cộng dồn thời gian ở vòng trước). Sau mỗi vòng, tuyển thủ có thành tích thấp nhất sẽ bị loại cho đến khi còn 2 tuyển thủ bước vào vòng đối đầu. Vòng 3: Phần thi đối đầu Kết quả của 2 vòng thi trước sẽ được xóa bỏ. Hai tuyển thủ lần lượt thi đấu giải nhanh rubik. Ai giành được 3 chiến thắng trước sẽ được tiến cấp. | Ở vòng 2, các tuyển thủ lần lượt bị loại là Vương Vĩ, Phương Thuật Kiệt, Lý Khai Long, Lâm Khải Tuấn (Do ấn nhầm nút reset làm mất kết quả, tuyển thủ bị loại trực tiếp). Ở vòng 3, Vương Giai Vũ thắng 3-0 trước Trương Vĩ Tinh sau 3 trận đấu. | Ở vòng 2, các tuyển thủ lần lượt bị loại là Vương Vĩ, Phương Thuật Kiệt, Lý Khai Long, Lâm Khải Tuấn (Do ấn nhầm nút reset làm mất kết quả, tuyển thủ bị loại trực tiếp). Ở vòng 3, Vương Giai Vũ thắng 3-0 trước Trương Vĩ Tinh sau 3 trận đấu. | Ở vòng 2, các tuyển thủ lần lượt bị loại là Vương Vĩ, Phương Thuật Kiệt, Lý Khai Long, Lâm Khải Tuấn (Do ấn nhầm nút reset làm mất kết quả, tuyển thủ bị loại trực tiếp). Ở vòng 3, Vương Giai Vũ thắng 3-0 trước Trương Vĩ Tinh sau 3 trận đấu. |
| 2   | Phương Thuật Kiệt | Tranh bá rubik      | Có 3 vòng thi đấu: Vòng 1: Phần thi đánh giá 6 tuyển thủ sẽ thực hiện 2 vòng giải nhanh rubik tính thời gian. Thời gian của 2 vòng sẽ cộng lại và trở thành điểm đánh giá của đối thủ. Phần thi này chỉ xếp hạng, không có loại thí sinh. Tuyển thủ sẽ dùng điểm đánh giá vào phần thi sàng lọc. Vòng 2: Phần thi sàng lọc Có 4 vòng thi đấu. Mỗi vòng, các tuyển thủ sẽ giải một khối rubik. Thời gian của mỗi vòng sẽ được cộng dồn (Có cộng dồn thời gian ở vòng trước). Sau mỗi vòng, tuyển thủ có thành tích thấp nhất sẽ bị loại cho đến khi còn 2 tuyển thủ bước vào vòng đối đầu. Vòng 3: Phần thi đối đầu Kết quả của 2 vòng thi trước sẽ được xóa bỏ. Hai tuyển thủ lần lượt thi đấu giải nhanh rubik. Ai giành được 3 chiến thắng trước sẽ được tiến cấp. | Ở vòng 2, các tuyển thủ lần lượt bị loại là Vương Vĩ, Phương Thuật Kiệt, Lý Khai Long, Lâm Khải Tuấn (Do ấn nhầm nút reset làm mất kết quả, tuyển thủ bị loại trực tiếp). Ở vòng 3, Vương Giai Vũ thắng 3-0 trước Trương Vĩ Tinh sau 3 trận đấu. | Ở vòng 2, các tuyển thủ lần lượt bị loại là Vương Vĩ, Phương Thuật Kiệt, Lý Khai Long, Lâm Khải Tuấn (Do ấn nhầm nút reset làm mất kết quả, tuyển thủ bị loại trực tiếp). Ở vòng 3, Vương Giai Vũ thắng 3-0 trước Trương Vĩ Tinh sau 3 trận đấu. | Ở vòng 2, các tuyển thủ lần lượt bị loại là Vương Vĩ, Phương Thuật Kiệt, Lý Khai Long, Lâm Khải Tuấn (Do ấn nhầm nút reset làm mất kết quả, tuyển thủ bị loại trực tiếp). Ở vòng 3, Vương Giai Vũ thắng 3-0 trước Trương Vĩ Tinh sau 3 trận đấu. |
| 2   | Lâm Khải Tuấn     | Tranh bá rubik      | Có 3 vòng thi đấu: Vòng 1: Phần thi đánh giá 6 tuyển thủ sẽ thực hiện 2 vòng giải nhanh rubik tính thời gian. Thời gian của 2 vòng sẽ cộng lại và trở thành điểm đánh giá của đối thủ. Phần thi này chỉ xếp hạng, không có loại thí sinh. Tuyển thủ sẽ dùng điểm đánh giá vào phần thi sàng lọc. Vòng 2: Phần thi sàng lọc Có 4 vòng thi đấu. Mỗi vòng, các tuyển thủ sẽ giải một khối rubik. Thời gian của mỗi vòng sẽ được cộng dồn (Có cộng dồn thời gian ở vòng trước). Sau mỗi vòng, tuyển thủ có thành tích thấp nhất sẽ bị loại cho đến khi còn 2 tuyển thủ bước vào vòng đối đầu. Vòng 3: Phần thi đối đầu Kết quả của 2 vòng thi trước sẽ được xóa bỏ. Hai tuyển thủ lần lượt thi đấu giải nhanh rubik. Ai giành được 3 chiến thắng trước sẽ được tiến cấp. | Ở vòng 2, các tuyển thủ lần lượt bị loại là Vương Vĩ, Phương Thuật Kiệt, Lý Khai Long, Lâm Khải Tuấn (Do ấn nhầm nút reset làm mất kết quả, tuyển thủ bị loại trực tiếp). Ở vòng 3, Vương Giai Vũ thắng 3-0 trước Trương Vĩ Tinh sau 3 trận đấu. | Ở vòng 2, các tuyển thủ lần lượt bị loại là Vương Vĩ, Phương Thuật Kiệt, Lý Khai Long, Lâm Khải Tuấn (Do ấn nhầm nút reset làm mất kết quả, tuyển thủ bị loại trực tiếp). Ở vòng 3, Vương Giai Vũ thắng 3-0 trước Trương Vĩ Tinh sau 3 trận đấu. | Ở vòng 2, các tuyển thủ lần lượt bị loại là Vương Vĩ, Phương Thuật Kiệt, Lý Khai Long, Lâm Khải Tuấn (Do ấn nhầm nút reset làm mất kết quả, tuyển thủ bị loại trực tiếp). Ở vòng 3, Vương Giai Vũ thắng 3-0 trước Trương Vĩ Tinh sau 3 trận đấu. |
| 2   | Lý Khai Long      | Tranh bá rubik      | Có 3 vòng thi đấu: Vòng 1: Phần thi đánh giá 6 tuyển thủ sẽ thực hiện 2 vòng giải nhanh rubik tính thời gian. Thời gian của 2 vòng sẽ cộng lại và trở thành điểm đánh giá của đối thủ. Phần thi này chỉ xếp hạng, không có loại thí sinh. Tuyển thủ sẽ dùng điểm đánh giá vào phần thi sàng lọc. Vòng 2: Phần thi sàng lọc Có 4 vòng thi đấu. Mỗi vòng, các tuyển thủ sẽ giải một khối rubik. Thời gian của mỗi vòng sẽ được cộng dồn (Có cộng dồn thời gian ở vòng trước). Sau mỗi vòng, tuyển thủ có thành tích thấp nhất sẽ bị loại cho đến khi còn 2 tuyển thủ bước vào vòng đối đầu. Vòng 3: Phần thi đối đầu Kết quả của 2 vòng thi trước sẽ được xóa bỏ. Hai tuyển thủ lần lượt thi đấu giải nhanh rubik. Ai giành được 3 chiến thắng trước sẽ được tiến cấp. | Ở vòng 2, các tuyển thủ lần lượt bị loại là Vương Vĩ, Phương Thuật Kiệt, Lý Khai Long, Lâm Khải Tuấn (Do ấn nhầm nút reset làm mất kết quả, tuyển thủ bị loại trực tiếp). Ở vòng 3, Vương Giai Vũ thắng 3-0 trước Trương Vĩ Tinh sau 3 trận đấu. | Ở vòng 2, các tuyển thủ lần lượt bị loại là Vương Vĩ, Phương Thuật Kiệt, Lý Khai Long, Lâm Khải Tuấn (Do ấn nhầm nút reset làm mất kết quả, tuyển thủ bị loại trực tiếp). Ở vòng 3, Vương Giai Vũ thắng 3-0 trước Trương Vĩ Tinh sau 3 trận đấu. | Ở vòng 2, các tuyển thủ lần lượt bị loại là Vương Vĩ, Phương Thuật Kiệt, Lý Khai Long, Lâm Khải Tuấn (Do ấn nhầm nút reset làm mất kết quả, tuyển thủ bị loại trực tiếp). Ở vòng 3, Vương Giai Vũ thắng 3-0 trước Trương Vĩ Tinh sau 3 trận đấu. |
| 2   | Vương Giai Vũ     | Tranh bá rubik      | Có 3 vòng thi đấu: Vòng 1: Phần thi đánh giá 6 tuyển thủ sẽ thực hiện 2 vòng giải nhanh rubik tính thời gian. Thời gian của 2 vòng sẽ cộng lại và trở thành điểm đánh giá của đối thủ. Phần thi này chỉ xếp hạng, không có loại thí sinh. Tuyển thủ sẽ dùng điểm đánh giá vào phần thi sàng lọc. Vòng 2: Phần thi sàng lọc Có 4 vòng thi đấu. Mỗi vòng, các tuyển thủ sẽ giải một khối rubik. Thời gian của mỗi vòng sẽ được cộng dồn (Có cộng dồn thời gian ở vòng trước). Sau mỗi vòng, tuyển thủ có thành tích thấp nhất sẽ bị loại cho đến khi còn 2 tuyển thủ bước vào vòng đối đầu. Vòng 3: Phần thi đối đầu Kết quả của 2 vòng thi trước sẽ được xóa bỏ. Hai tuyển thủ lần lượt thi đấu giải nhanh rubik. Ai giành được 3 chiến thắng trước sẽ được tiến cấp. | Ở vòng 2, các tuyển thủ lần lượt bị loại là Vương Vĩ, Phương Thuật Kiệt, Lý Khai Long, Lâm Khải Tuấn (Do ấn nhầm nút reset làm mất kết quả, tuyển thủ bị loại trực tiếp). Ở vòng 3, Vương Giai Vũ thắng 3-0 trước Trương Vĩ Tinh sau 3 trận đấu. | Ở vòng 2, các tuyển thủ lần lượt bị loại là Vương Vĩ, Phương Thuật Kiệt, Lý Khai Long, Lâm Khải Tuấn (Do ấn nhầm nút reset làm mất kết quả, tuyển thủ bị loại trực tiếp). Ở vòng 3, Vương Giai Vũ thắng 3-0 trước Trương Vĩ Tinh sau 3 trận đấu. | Ở vòng 2, các tuyển thủ lần lượt bị loại là Vương Vĩ, Phương Thuật Kiệt, Lý Khai Long, Lâm Khải Tuấn (Do ấn nhầm nút reset làm mất kết quả, tuyển thủ bị loại trực tiếp). Ở vòng 3, Vương Giai Vũ thắng 3-0 trước Trương Vĩ Tinh sau 3 trận đấu. |
| 3   | Liễu Na           | Huyền Thái Chi Uyên | Có 1 ống giấy chứa 250 tờ giấy. Mỗi tờ giấy trong từng ống giấy được cắt từ ngoài vào trong. Sự khác nhau giữa hình được cắt của hai tờ giấy gần nhau là rất ít (1,5 mm). Tất cả các tờ giấy được cắt tạo thành một hình 3D. Tuyển thủ quan sát ống giấy trong 1 giờ. Sau đó, giám khảo lấy đi ngẫu nhiên 1 tờ giấy, tuyển thủ quan sát lại lần nữa. Tiếp đó, từ các tờ giấy được bố trí lộn xộn ở bên ngoài, tìm ra tờ giấy giống với tờ giấy mà giám khảo đã lấy ra. Có 2 lần cơ hội, trả lời đúng 1 lần, khiêu chiến thành công. | 11 | 8 | 88 |

### Tập 5
| STT | Tên thí sinh     | Thử thách          | Mô tả | Điểm dự đoán từ giám khảo | Điểm số từ giám khảo khoa học | Điểm chung cuộc |
| --- | ---------------- | ------------------ | --- | --- | --- | --- |
| 1   | Vương Nguyệt Như | Thiên Biến Vạn Hoa | Tuyển thủ quan sát từ trước các mảnh ghép của Kính vạn hoa trong vòng 3 tiếng. Trên sân khấu, khách mời tùy ý chọn một ống kính vạn hoa. Sau khi đổi 1 chi tiết, đặt kính về chỗ cũ. Tuyển thủ quan sát ảnh động tạo ra khi các ống kính xoay tròn tìm ra ống kính vạn hoa có chi tiết bị thay thế và tìm ra chi tiết bị thay thế đó. 2 lần cơ hội, tìm 1 lần chính xác, khiêu chiến thành công. | 11 | 6 | 66 |
| 2   | Châu Sấm         | Xoay rubik che mắt | Có 3 vòng thi đấu: Vòng 1: Tuyển thủ có 3 cơ hội khôi phục rubik 3x3x3, lấy thành tích tốt nhất làm thành tích cuối cùng. Sau vòng 1, loại 2 tuyển thủ. Vòng 2: Tuyển thủ có 2 cơ hội khôi phục rubik 3x3x3, lấy thành tích tốt nhất làm thành tích cuối cùng. Sau vòng 2, loại 2 tuyển thủ. Vòng 3: Tuyển thủ chỉ có 1 cơ hội khôi phục rubik 3x3x3, quyết định người chiến thắng cuối cùng. | Ở vòng 1, hai tuyển thủ bị loại là Thường Hồng Bân và Từ Tuấn. Ở vòng 2, hai tuyển thủ bị loại là Vương Vũ Hân và Thạch Hân. Ở vòng 3, người chiến thắng chung cuộc là Lâm Khải Tuấn. | Ở vòng 1, hai tuyển thủ bị loại là Thường Hồng Bân và Từ Tuấn. Ở vòng 2, hai tuyển thủ bị loại là Vương Vũ Hân và Thạch Hân. Ở vòng 3, người chiến thắng chung cuộc là Lâm Khải Tuấn. | Ở vòng 1, hai tuyển thủ bị loại là Thường Hồng Bân và Từ Tuấn. Ở vòng 2, hai tuyển thủ bị loại là Vương Vũ Hân và Thạch Hân. Ở vòng 3, người chiến thắng chung cuộc là Lâm Khải Tuấn. |
| 2   | Thường Hồng Bân  | Xoay rubik che mắt | Có 3 vòng thi đấu: Vòng 1: Tuyển thủ có 3 cơ hội khôi phục rubik 3x3x3, lấy thành tích tốt nhất làm thành tích cuối cùng. Sau vòng 1, loại 2 tuyển thủ. Vòng 2: Tuyển thủ có 2 cơ hội khôi phục rubik 3x3x3, lấy thành tích tốt nhất làm thành tích cuối cùng. Sau vòng 2, loại 2 tuyển thủ. Vòng 3: Tuyển thủ chỉ có 1 cơ hội khôi phục rubik 3x3x3, quyết định người chiến thắng cuối cùng. | Ở vòng 1, hai tuyển thủ bị loại là Thường Hồng Bân và Từ Tuấn. Ở vòng 2, hai tuyển thủ bị loại là Vương Vũ Hân và Thạch Hân. Ở vòng 3, người chiến thắng chung cuộc là Lâm Khải Tuấn. | Ở vòng 1, hai tuyển thủ bị loại là Thường Hồng Bân và Từ Tuấn. Ở vòng 2, hai tuyển thủ bị loại là Vương Vũ Hân và Thạch Hân. Ở vòng 3, người chiến thắng chung cuộc là Lâm Khải Tuấn. | Ở vòng 1, hai tuyển thủ bị loại là Thường Hồng Bân và Từ Tuấn. Ở vòng 2, hai tuyển thủ bị loại là Vương Vũ Hân và Thạch Hân. Ở vòng 3, người chiến thắng chung cuộc là Lâm Khải Tuấn. |
| 2   | Thạch Hân        | Xoay rubik che mắt | Có 3 vòng thi đấu: Vòng 1: Tuyển thủ có 3 cơ hội khôi phục rubik 3x3x3, lấy thành tích tốt nhất làm thành tích cuối cùng. Sau vòng 1, loại 2 tuyển thủ. Vòng 2: Tuyển thủ có 2 cơ hội khôi phục rubik 3x3x3, lấy thành tích tốt nhất làm thành tích cuối cùng. Sau vòng 2, loại 2 tuyển thủ. Vòng 3: Tuyển thủ chỉ có 1 cơ hội khôi phục rubik 3x3x3, quyết định người chiến thắng cuối cùng. | Ở vòng 1, hai tuyển thủ bị loại là Thường Hồng Bân và Từ Tuấn. Ở vòng 2, hai tuyển thủ bị loại là Vương Vũ Hân và Thạch Hân. Ở vòng 3, người chiến thắng chung cuộc là Lâm Khải Tuấn. | Ở vòng 1, hai tuyển thủ bị loại là Thường Hồng Bân và Từ Tuấn. Ở vòng 2, hai tuyển thủ bị loại là Vương Vũ Hân và Thạch Hân. Ở vòng 3, người chiến thắng chung cuộc là Lâm Khải Tuấn. | Ở vòng 1, hai tuyển thủ bị loại là Thường Hồng Bân và Từ Tuấn. Ở vòng 2, hai tuyển thủ bị loại là Vương Vũ Hân và Thạch Hân. Ở vòng 3, người chiến thắng chung cuộc là Lâm Khải Tuấn. |
| 2   | Vương Vũ Hân     | Xoay rubik che mắt | Có 3 vòng thi đấu: Vòng 1: Tuyển thủ có 3 cơ hội khôi phục rubik 3x3x3, lấy thành tích tốt nhất làm thành tích cuối cùng. Sau vòng 1, loại 2 tuyển thủ. Vòng 2: Tuyển thủ có 2 cơ hội khôi phục rubik 3x3x3, lấy thành tích tốt nhất làm thành tích cuối cùng. Sau vòng 2, loại 2 tuyển thủ. Vòng 3: Tuyển thủ chỉ có 1 cơ hội khôi phục rubik 3x3x3, quyết định người chiến thắng cuối cùng. | Ở vòng 1, hai tuyển thủ bị loại là Thường Hồng Bân và Từ Tuấn. Ở vòng 2, hai tuyển thủ bị loại là Vương Vũ Hân và Thạch Hân. Ở vòng 3, người chiến thắng chung cuộc là Lâm Khải Tuấn. | Ở vòng 1, hai tuyển thủ bị loại là Thường Hồng Bân và Từ Tuấn. Ở vòng 2, hai tuyển thủ bị loại là Vương Vũ Hân và Thạch Hân. Ở vòng 3, người chiến thắng chung cuộc là Lâm Khải Tuấn. | Ở vòng 1, hai tuyển thủ bị loại là Thường Hồng Bân và Từ Tuấn. Ở vòng 2, hai tuyển thủ bị loại là Vương Vũ Hân và Thạch Hân. Ở vòng 3, người chiến thắng chung cuộc là Lâm Khải Tuấn. |
| 2   | Từ Tuấn          | Xoay rubik che mắt | Có 3 vòng thi đấu: Vòng 1: Tuyển thủ có 3 cơ hội khôi phục rubik 3x3x3, lấy thành tích tốt nhất làm thành tích cuối cùng. Sau vòng 1, loại 2 tuyển thủ. Vòng 2: Tuyển thủ có 2 cơ hội khôi phục rubik 3x3x3, lấy thành tích tốt nhất làm thành tích cuối cùng. Sau vòng 2, loại 2 tuyển thủ. Vòng 3: Tuyển thủ chỉ có 1 cơ hội khôi phục rubik 3x3x3, quyết định người chiến thắng cuối cùng. | Ở vòng 1, hai tuyển thủ bị loại là Thường Hồng Bân và Từ Tuấn. Ở vòng 2, hai tuyển thủ bị loại là Vương Vũ Hân và Thạch Hân. Ở vòng 3, người chiến thắng chung cuộc là Lâm Khải Tuấn. | Ở vòng 1, hai tuyển thủ bị loại là Thường Hồng Bân và Từ Tuấn. Ở vòng 2, hai tuyển thủ bị loại là Vương Vũ Hân và Thạch Hân. Ở vòng 3, người chiến thắng chung cuộc là Lâm Khải Tuấn. | Ở vòng 1, hai tuyển thủ bị loại là Thường Hồng Bân và Từ Tuấn. Ở vòng 2, hai tuyển thủ bị loại là Vương Vũ Hân và Thạch Hân. Ở vòng 3, người chiến thắng chung cuộc là Lâm Khải Tuấn. |
| 2   | Lâm Khải Tuấn    | Xoay rubik che mắt | Có 3 vòng thi đấu: Vòng 1: Tuyển thủ có 3 cơ hội khôi phục rubik 3x3x3, lấy thành tích tốt nhất làm thành tích cuối cùng. Sau vòng 1, loại 2 tuyển thủ. Vòng 2: Tuyển thủ có 2 cơ hội khôi phục rubik 3x3x3, lấy thành tích tốt nhất làm thành tích cuối cùng. Sau vòng 2, loại 2 tuyển thủ. Vòng 3: Tuyển thủ chỉ có 1 cơ hội khôi phục rubik 3x3x3, quyết định người chiến thắng cuối cùng. | Ở vòng 1, hai tuyển thủ bị loại là Thường Hồng Bân và Từ Tuấn. Ở vòng 2, hai tuyển thủ bị loại là Vương Vũ Hân và Thạch Hân. Ở vòng 3, người chiến thắng chung cuộc là Lâm Khải Tuấn. | Ở vòng 1, hai tuyển thủ bị loại là Thường Hồng Bân và Từ Tuấn. Ở vòng 2, hai tuyển thủ bị loại là Vương Vũ Hân và Thạch Hân. Ở vòng 3, người chiến thắng chung cuộc là Lâm Khải Tuấn. | Ở vòng 1, hai tuyển thủ bị loại là Thường Hồng Bân và Từ Tuấn. Ở vòng 2, hai tuyển thủ bị loại là Vương Vũ Hân và Thạch Hân. Ở vòng 3, người chiến thắng chung cuộc là Lâm Khải Tuấn. |
| 3   | Dư Bân Tinh      | Phân Hình Chi Mỹ   | Có 10 bức hình động Fractal. Chúng đều do các giá trị liên tục của số phức c trong hàm số {\displaystyle {\ce {f(z)=z^2+c}}}, trong đó {\displaystyle c(x,y)} biến hóa trong một cự ly nhất định. Khách mời tùy ý chọn 3 tấm hình Fractal (3 đề). Mỗi bức hình động được chia thành 25 bức ảnh tĩnh với các trị số x, y tương ứng. Tuyển thủ được biết giá trị x,y tương ứng của tấm đầu tiên, tấm cuối cùng và 3 tấm ảnh tùy ý tuyển thủ chọn trong mỗi bộ 25 bức ảnh tĩnh và tìm kiếm logic sinh ra bức ảnh động đó trong 15 phút. Trong mỗi đề, giám khảo chọn 1 tấm ảnh trong 20 tấm ảnh còn lại, tuyển thủ đáp đúng giá trị của c(x,y) với độ chính xác đến 3 chữ số thập phân, sai số cho phép là 0,002. Đáp đúng 2/3 đề, khiêu chiến thành công. | 14 | 8 | 112 |

### Tập 6
| STT | Tên thí sinh | Tên thí sinh | Thử thách             | Mô tả | Điểm dự đoán từ giám khảo | Điểm số từ giám khảo khoa học | Điểm chung cuộc |
| --- | ------------ | ------------ | --------------------- | --- | --- | --- | --- |
| 1   | Lưu Quân     | Lưu Quân     | Sudoku king           | Tổng cộng thi đấu 2 vòng: Vòng 1 có 3 lượt: - Lượt thứ 1 có 3 đề Sudoku tiêu chuẩn, căn cứ vào thời gian hoàn thanh xếp hạng cho 4 tuyển thủ chỉ xếp hạng không loại thí sinh. - Lượt thứ 2 có 2 đề Sudoku tiêu chuẩn, thời gian hoàn thành được cộng thêm vào với lượt 1. Người có tổng thời gian dài nhất bị loại. - Lượt thứ 3 chỉ có 1 đề Sudoku tiêu chuẩn. Ba tuyển thủ cùng thi đấu, thời gian hoàn thành được cộng thêm vào với 2 lượt trước. Dựa và tổng thời gian, người xếp thứ 3 bị loại. Vòng 2: Tỉ thí lắp ghép Sudoku 8 hình cho sẵn ghép thành 1 sudoku dị hình 14 ô 3x3, đảm bảo sau khi điền xong, tất cả các số trong mỗi cột, hàng, ô 3x3 đều không trùng lặp. Người chính xác và dùng thời gian ít hơn sẽ chiến thắng. | Kết thúc Lượt thứ 2 vòng 1, Lưu Quân bị loại Kết thúc Lượt thứ 3 vòng 1, Ngô Đông Ích bị loại Kết thúc vòng 2, Trần Thi Vũ bị loại, Hồ Vũ Hiên chiến thắng                | Kết thúc Lượt thứ 2 vòng 1, Lưu Quân bị loại Kết thúc Lượt thứ 3 vòng 1, Ngô Đông Ích bị loại Kết thúc vòng 2, Trần Thi Vũ bị loại, Hồ Vũ Hiên chiến thắng                | Kết thúc Lượt thứ 2 vòng 1, Lưu Quân bị loại Kết thúc Lượt thứ 3 vòng 1, Ngô Đông Ích bị loại Kết thúc vòng 2, Trần Thi Vũ bị loại, Hồ Vũ Hiên chiến thắng                |
| 1   | Trần Thi Vũ  |              | Sudoku king           | Tổng cộng thi đấu 2 vòng: Vòng 1 có 3 lượt: - Lượt thứ 1 có 3 đề Sudoku tiêu chuẩn, căn cứ vào thời gian hoàn thanh xếp hạng cho 4 tuyển thủ chỉ xếp hạng không loại thí sinh. - Lượt thứ 2 có 2 đề Sudoku tiêu chuẩn, thời gian hoàn thành được cộng thêm vào với lượt 1. Người có tổng thời gian dài nhất bị loại. - Lượt thứ 3 chỉ có 1 đề Sudoku tiêu chuẩn. Ba tuyển thủ cùng thi đấu, thời gian hoàn thành được cộng thêm vào với 2 lượt trước. Dựa và tổng thời gian, người xếp thứ 3 bị loại. Vòng 2: Tỉ thí lắp ghép Sudoku 8 hình cho sẵn ghép thành 1 sudoku dị hình 14 ô 3x3, đảm bảo sau khi điền xong, tất cả các số trong mỗi cột, hàng, ô 3x3 đều không trùng lặp. Người chính xác và dùng thời gian ít hơn sẽ chiến thắng. | Kết thúc Lượt thứ 2 vòng 1, Lưu Quân bị loại Kết thúc Lượt thứ 3 vòng 1, Ngô Đông Ích bị loại Kết thúc vòng 2, Trần Thi Vũ bị loại, Hồ Vũ Hiên chiến thắng                | Kết thúc Lượt thứ 2 vòng 1, Lưu Quân bị loại Kết thúc Lượt thứ 3 vòng 1, Ngô Đông Ích bị loại Kết thúc vòng 2, Trần Thi Vũ bị loại, Hồ Vũ Hiên chiến thắng                | Kết thúc Lượt thứ 2 vòng 1, Lưu Quân bị loại Kết thúc Lượt thứ 3 vòng 1, Ngô Đông Ích bị loại Kết thúc vòng 2, Trần Thi Vũ bị loại, Hồ Vũ Hiên chiến thắng                |
| 1   | Ngô Đông Ích |              | Sudoku king           | Tổng cộng thi đấu 2 vòng: Vòng 1 có 3 lượt: - Lượt thứ 1 có 3 đề Sudoku tiêu chuẩn, căn cứ vào thời gian hoàn thanh xếp hạng cho 4 tuyển thủ chỉ xếp hạng không loại thí sinh. - Lượt thứ 2 có 2 đề Sudoku tiêu chuẩn, thời gian hoàn thành được cộng thêm vào với lượt 1. Người có tổng thời gian dài nhất bị loại. - Lượt thứ 3 chỉ có 1 đề Sudoku tiêu chuẩn. Ba tuyển thủ cùng thi đấu, thời gian hoàn thành được cộng thêm vào với 2 lượt trước. Dựa và tổng thời gian, người xếp thứ 3 bị loại. Vòng 2: Tỉ thí lắp ghép Sudoku 8 hình cho sẵn ghép thành 1 sudoku dị hình 14 ô 3x3, đảm bảo sau khi điền xong, tất cả các số trong mỗi cột, hàng, ô 3x3 đều không trùng lặp. Người chính xác và dùng thời gian ít hơn sẽ chiến thắng. | Kết thúc Lượt thứ 2 vòng 1, Lưu Quân bị loại Kết thúc Lượt thứ 3 vòng 1, Ngô Đông Ích bị loại Kết thúc vòng 2, Trần Thi Vũ bị loại, Hồ Vũ Hiên chiến thắng                | Kết thúc Lượt thứ 2 vòng 1, Lưu Quân bị loại Kết thúc Lượt thứ 3 vòng 1, Ngô Đông Ích bị loại Kết thúc vòng 2, Trần Thi Vũ bị loại, Hồ Vũ Hiên chiến thắng                | Kết thúc Lượt thứ 2 vòng 1, Lưu Quân bị loại Kết thúc Lượt thứ 3 vòng 1, Ngô Đông Ích bị loại Kết thúc vòng 2, Trần Thi Vũ bị loại, Hồ Vũ Hiên chiến thắng                |
| 1   | Hồ Vũ Hiên   |              | Sudoku king           | Tổng cộng thi đấu 2 vòng: Vòng 1 có 3 lượt: - Lượt thứ 1 có 3 đề Sudoku tiêu chuẩn, căn cứ vào thời gian hoàn thanh xếp hạng cho 4 tuyển thủ chỉ xếp hạng không loại thí sinh. - Lượt thứ 2 có 2 đề Sudoku tiêu chuẩn, thời gian hoàn thành được cộng thêm vào với lượt 1. Người có tổng thời gian dài nhất bị loại. - Lượt thứ 3 chỉ có 1 đề Sudoku tiêu chuẩn. Ba tuyển thủ cùng thi đấu, thời gian hoàn thành được cộng thêm vào với 2 lượt trước. Dựa và tổng thời gian, người xếp thứ 3 bị loại. Vòng 2: Tỉ thí lắp ghép Sudoku 8 hình cho sẵn ghép thành 1 sudoku dị hình 14 ô 3x3, đảm bảo sau khi điền xong, tất cả các số trong mỗi cột, hàng, ô 3x3 đều không trùng lặp. Người chính xác và dùng thời gian ít hơn sẽ chiến thắng. | Kết thúc Lượt thứ 2 vòng 1, Lưu Quân bị loại Kết thúc Lượt thứ 3 vòng 1, Ngô Đông Ích bị loại Kết thúc vòng 2, Trần Thi Vũ bị loại, Hồ Vũ Hiên chiến thắng                | Kết thúc Lượt thứ 2 vòng 1, Lưu Quân bị loại Kết thúc Lượt thứ 3 vòng 1, Ngô Đông Ích bị loại Kết thúc vòng 2, Trần Thi Vũ bị loại, Hồ Vũ Hiên chiến thắng                | Kết thúc Lượt thứ 2 vòng 1, Lưu Quân bị loại Kết thúc Lượt thứ 3 vòng 1, Ngô Đông Ích bị loại Kết thúc vòng 2, Trần Thi Vũ bị loại, Hồ Vũ Hiên chiến thắng                |
| 2   | Chung Ân Nhu | Chung Ân Nhu | Tốc Toán Tư Các Chiến | Tuyển thủ phải thi đấu với 2 anh em tính nhẩm Nhật Bản là Harako Himoru và Harako Yusei. Tuyển thủ phải chiến thắng cả hai anh em thì mới được đặc cách tiến vào vòng đấu quốc tế khiêu chiến Tsuchiya Hiroaki. Có 2 vòng thi đấu cho hai hạng mục: Phép cộng trừ và phép nhân chia. Vòng 1: Tính nhẩm phép cộng trừ. Khách mời trong kho đề tùy ý chọn 10 đề tính nhẩm cộng trừ. Hai tuyển thủ tiến hành thi đấu và tính giờ. Người có nhiều đề chính xác hơn sẽ giành chiến thắng. Nếu độ chính xác bằng nhau, người dùng ít thời gian hơn sẽ thắng. Vòng 2: Tính nhẩm phép nhân chia nhiều chữ số. Khách mời trong kho đề tùy ý chọn 5 đề tính nhẩm nhân chia. Mỗi đề ứng với số điểm khác nhau. Hai tuyển thủ tiến hành thi đấu và tính giờ. Đáp chính xác được số điểm của đề đó. Đáp sai không được điểm. Người có tổng điểm cao hơn sẽ giành chiến thắng. | Vòng 1, Ân Nhu thi đấu với Harako Yusei. Cả hai đều đúng 10 đề nhưng Ân Nhu thắng nhờ dùng ít thời gian hơn. Vòng 2, Ân Nhu thi đấu với Harako Himoru. Ân Nhu thắng 57-44 | Vòng 1, Ân Nhu thi đấu với Harako Yusei. Cả hai đều đúng 10 đề nhưng Ân Nhu thắng nhờ dùng ít thời gian hơn. Vòng 2, Ân Nhu thi đấu với Harako Himoru. Ân Nhu thắng 57-44 | Vòng 1, Ân Nhu thi đấu với Harako Yusei. Cả hai đều đúng 10 đề nhưng Ân Nhu thắng nhờ dùng ít thời gian hơn. Vòng 2, Ân Nhu thi đấu với Harako Himoru. Ân Nhu thắng 57-44 |
| 3   | Tạ Siêu Đông | Dư Bân Tinh  | Nhất Tuyến Sinh Cơ    | Sau khi tuyển thủ hiểu được nguyên lý khống chế con rối, tuyển thủ quan sát 8 màn kịch rối, che động tác tay của người biểu diễn lại, mỗi màn kéo dài 1 phút, tổng cộng là 20 con rối. Giám khảo tùy ý chọn ba con rối. Tuyển thủ chỉ quan sát động tác tay người biểu diễn. Từ trong 100 bức ảnh con rối gây nhiễu tìm ra ba con rối chính xác. Nếu độ chính xác bằng nhau, người dùng ít thời gian hơn sẽ thắng. | Bân Tinh thắng 3-1 | Bân Tinh thắng 3-1 | Bân Tinh thắng 3-1 |

## Vòng 2
Đến vòng 2, hiện tại thành viên của Danh Nhân Đường là 12 người. Tôn Diệc Đình không có thành viên nào ở vòng 1 khiêu chiến; hai thành viên tiến cấp thành công ở hai hạng mục Sudoku và tính nhẩm là Hồ Vũ Hiên và Chung Ân Nhu; Thân Nhất Phàm rút lui do vấn đề sức khỏe (bị Sỏi thận) nên Dư Bân Tinh, cả bốn người đều được đặc cách thi đấu ở vòng thi quốc tế
| Chú giải | Thành viên của Danh Nhân Đường | Thí sinh vòng 1 khiêu chiến thành viên của Danh Nhân Đường thất bại | Thí sinh vòng 1 khiêu chiến thành viên của Danh Nhân Đường thành công |

### Tập 7
| STT | Tên thí sinh  | Tên thí sinh  | Thử thách             | Mô tả | Diễn biến và kết quả    |
| --- | ------------- | ------------- | --------------------- | --- | ----------------------- |
| 1   | Vương Phong   | Trần Hạo      | Thiểm Điểm Liên Tuyến | 630 điểm sáng nhấp nháy trên 125 ô vuông, hình thành 5 lộ tuyến. Lấy ô vuông làm đơn vị, tiến hành xáo trộn 5 lộ tuyến này. Cuối cùng, 630 điểm nhấp nháy dựa theo hướng chạy ban đầu trong 125 ô vuông loạn trật tự hiển thị 5 đường lộ tuyến này. Sau khi tuyển thủ đồng thời quan sát, khách mời tùy ý chọn 5 ô vuông. Điểm nhấp nháy trong mỗi ô vuông sẽ hiển thị 1 lần. Tuyển thủ giành quyền trả lời ô vuông đó thuộc lộ tuyến nào và tọa độ của nó trước khi bị xáo trộn. Đáp đúng được 1 điểm, đáp sai điểm thuộc về đối thủ. Người giành được 3 điểm trước sẽ giành chiến thắng.                                                                                                 | Vương Phong thắng 3-2   |
| 2   | Giả Lập Bình  | Lâm Khải Tuấn | Thính Âm Manh Ninh    | Trước tiên, hai tuyển thủ ghi nhớ 15 khối rubik 3x3x3 đã xáo trộn, công thức xáo trộn và âm thanh xáo trộn tương ứng. Khách mời tùy ý chọn 3 rubik đã xáo trộn, cao thủ rubik dùng khối rubik nguyên bản xoay thành khối rubik mà khách mời đã chọn. Hai tuyển thủ chỉ dựa vào âm thanh khi cao thủ xoay rubik, che mắt khôi phục lại khối rubik khách mời đã chọn. Khôi phục thành công được 1 điểm, nếu cả hai khôi phục thành công, người dùng ít thời gian hơn được 1 điểm. Có 3 vòng thi đấu, người dùng ít thời gian hơn sẽ chiến thắng. | Giả Lập Bình thắng 2-0  |
| 3   | Vương Ưng Hào | Vương Giai Vũ | Sinh tử Ma Tốc        | Trên sân khấu có một vòng tròn chia làm 10 phần bằng nhau. Mỗi ô có một khối rubik đã xáo trộn. Tất cả gồm 6 khối rubik 2x2x2 và 4 khối 3x3x3. Hai tuyển thủ đứng ở đối diện nhau trong vòng tròn, đuổi đối phương ngược chiều kim đồng hồ. Gặp rubik xáo trộn thì khôi phục lại, gặp rubik nguyên bản thì xáo trộn (Tối thiểu 3 bước). Sau khi khôi phục hoặc xáo trộn, nhấn nút báo hiệu màu xanh hoặc màu đỏ và tiến lên 1 ô cho đến khi một bên đuổi kịp bên còn lại. Thi đấu trong thời gian 5 phút. Trong 5 phút, ai đuổi kịp đối phương sẽ giành chiến thắng. Nếu không đuổi kịp, ai nhiều đèn hơn sẽ thắng. Thi đấu trong 3 vòng, ai thắng 2 vòng sẽ giành chiến thắng chung cuộc. | Vương Ưng Hào thắng 2-0 |

### Tập 8
| STT | Tên thí sinh    | Tên thí sinh | Thử thách              | Mô tả | Diễn biến và kết quả |
| --- | --------------- | ------------ | ---------------------- | --- | --- |
| 1   | Lưu Kiện        | Liễu Na      | Hành Lý Đại Tác Chiến  | Trong 1 tiếng, tuyển thủ quan sát 400 kiện vật phẩm khác nhau, sau đó trợ lý khoa học sẽ để chúng ngẫu nhiên vào 40 túi hành lý. Tiến hành cho hành lý qua máy kiểm tra, hai tuyển thủ chỉ có 1 cơ hội quan sát hành lý qua máy kiểm tra. Khách mời tùy ý chọn 7 vật phẩm trong 40 túi hành lý, tuyển thủ quan sát lần lượt 7 vật phẩm, giành quyền trả lời mã số của túi hành lý. Đáp đúng được 1 điểm, đáp sai đối phương được 1 điểm. Sau 7 đề, người cao điểm hơn sẽ giành chiến thắng. | Lưu Kiện thắng 4-3 |
| 2   | Vương Dực Hoành | Dư Dịch Bái  | Quyết Chiến Vi Tảo Họa | 40 màn hình quay lại thời gian 5 ngày của tranh vi tảo. Tuyển thủ quan sát trước, sau đó, Tiểu Độ sẽ dựa vào tỉ lệ trả lời chính xác của mình để chia câu hỏi thành 2 độ khó. Tuyển thủ tự lựa chọn độ khó. Giám khảo dựa theo độ khó đã chọn, ra đề từ một bộ phận nào đó trong số 40 video sự hình thành tranh vi tảo ban đầu. Hai tuyển thủ quan sát và tìm ra video hình thành tranh vi tảo trong 3 ngày đầu tương ứng với bộ phận giám khảo đã chọn. Thi đấu 2 vòng, người có độ chính xác cao hơn sẽ giành chiến thắng. Nếu độ chính xác bằng nhau, người dùng ít thời gian hơn sẽ thắng. | Dư Dịch Bái thắng 2-0 |
| 3   | Bào Vân         | Vu Trạm      | Thương Hiệt Tác Thư    | Giám khảo sẽ chọn 1 chữ trong 1000 Chữ Hán đã chuẩn bị trước. Các thành phần của chữ Hán này sẽ bị phân tách ngẫu nhiên. Hai tuyển thủ sẽ tiến hành quan sát ở những góc độ không chính diện và tổ hợp lại thành chữ Hán ban đầu. Nếu bóng đáp án của tuyển thủ đưa ra giống với chữ Hán được chọn, khiêu chiến thành công. Nếu cả hai đều chính xác, người dùng ít thời gian hơn sẽ thắng. | Do sự cố kỹ thuật, phần thi được thực hiện lại ở tập 9. Bào Vân ghép chữ gần chính xác hơn Vu Trạm. Kết quả phần thi lại, Bào Vân chiến thắng |

### Tập 9
| STT | Tên thí sinh    | Tên thí sinh | Thử thách         | Mô tả | Diễn biến và kết quả                                                                   |
| --- | --------------- | ------------ | ----------------- | --- | -------------------------------------------------------------------------------------- |
| 1   | Trịnh Tài Thiên | Hoàng Chính  | Radar Thám Hiểm   | Hai radar giống nhau bên trong có 5000 điểm sáng. Trong 1 radar chọn ra 1 điểm sáng. Tuyển thủ chỉ được quan sát một phần lộ ra trong phạm vi {\displaystyle 30^{0}} và chuyển động hết 1 vòng trong 5 giây. Thời gian quan sát là 90 giây. Sau khi quan sát được khu vực có điểm bị ẩn đi, tuyển thủ trực tiếp xác định điểm đó. Có 3 vòng đối đầu, hai tuyển thủ lần lượt ra đề. Sau 3 vòng, ai trả lời chính xác trong thời gian ngắn hơn sẽ chiến thắng.                         | Hoàng Chính thắng nhờ có thành tích ngắn hơn (6,81 giây) so với Tài Thiên (8,21 giây). |
| 2   | Lý Uy           | Tô Trạch Hà  | Nhất Bút Nhất Họa | 300 bức tranh một nét bút, tiến hành lựa chọn ngẫu nhiên 15 bức tranh, tiến hành đem chồng lại với nhau tạo thành 100 đề bài. Tuyển thủ quan sát trong thời gian 90 phút. Khách mời tùy ý lựa chọn 7 đề, trong mỗi đề tùy ý chọn 1 bức tranh một nét bút bất kỳ, tiến hành ẩn. Tuyển thủ chỉ được quan sát vùng chồng lên nhau, ấn chuông giành quyền trả lời bức tranh bị ẩn đi là bức nào. Đáp đúng được 1 điểm, đáp sai đối phương được 1 điểm. Người được 4 điểm trước sẽ thắng. | Tô Trạch Hà thắng 4-3                                                                  |

## Vòng 3
| Chú giải | Thắng | Hòa |

Chung cuộc, Danh nhân đường Quốc tế thắng với tỷ số 5-4. Kết thúc vòng 3, hai tuyển thủ xuất sắc nhất của mỗi đội sẽ được hai giám khảo khoa học lựa chọn vào vòng chung kết não vương tranh bá. Hai tuyển thủ được chọn là Hoàng Chính và Alex Mullen.

### Tập 10
| STT | Danh nhân đường Trung Quốc | Danh nhân đường Quốc tế   | Thử thách           | Mô tả | Diễn biến và kết quả |
| --- | -------------------------- | ------------------------- | ------------------- | --- | -------------------- |
| 1   | Tô Trạch Hà                | Thụy Điển Jonas Von Essen | Hạch Đào Ấn Ký      | 100 quả óc chó với hoa văn lớn nhỏ được phân chia thành hai mặt A và B. Mỗi mặt sẽ làm thành một bản ấn ký riêng, tổng là 200 bản ấn ký. Mỗi trái óc chó sẽ tương ứng với hai bản ấn ký tạo thành một nhóm, tất cả là 100 nhóm. Tuyển thủ quan sát một nhóm ấn ký trong vòng 6 giây. Giám khảo tùy ý chọn 7 trong 200 bản ấn ký, tuyển thủ quan sát ấn ký, giành quyền trả lời và trả lời con số tương ứng của trái óc chó với bản ấn ký đó và mặt A hay mặt B. Đáp đúng được 1 điểm, đáp sai điểm thuộc về đối thủ. Người giành được 4 điểm trước sẽ giành chiến thắng. | Jonas thắng 4-1      |
| 2   | Hồ Vũ Hiên                 | Nhật Bản Morinishi Kouta  | Tiêu Chiến Số Độc   | Có 5 vòng thi đấu. Mỗi vòng đấu đều là một ván sudoku tiêu chuẩn. Cả hai tuyển thủ đồng thời viết đáp án. Người nào trả lời đúng và sớm hơn sẽ giành 1 điểm, trả lời sai đối phương được điểm. Người giành 3 điểm trước sẽ giành chiến thắng. *Sau khi một tuyển thủ giành quyền trả lời thì bảng viết của đối thủ sẽ bị phá hủy. | Hồ Vũ Hiên thắng 3-2 |
| 3   | Chung Ân Nhu               | Nhật Bản Tsuchiya Hiroaki | Điên Phong Tâm Toán | Cho hỗn hợp các con số có 3 chữ số cộng trừ nhau và số có nhiều chữ số nhân chia nhau. Giám khảo tùy ý chọn 9 đề, mỗi đề 1 điểm. Hai tuyển thủ giành quyền trả lời từng đề một. Đáp đúng sẽ giành 1 điểm, đáp sai đối phương được điểm. Người giành 5 điểm trước sẽ giành chiến thắng. | Tsuchiya thắng 5-3   |

### Tập 11
| STT | Danh nhân đường Trung Quốc | Danh nhân đường Quốc tế                | Thử thách             | Mô tả | Diễn biến và kết quả |
| --- | -------------------------- | -------------------------------------- | --------------------- | --- | --- |
| 1   | Bào Vân                    | Đức Alisa Keller                       | Diệu Nhiên Chỉ Thượng | Có 100 mẫu gấp giấy origami, mỗi tác phẩm origami tương ứng với một bản vẽ thiết kế trên giấy. Các đường trong bản vẽ chỉ lấy hai điểm đầu cuối tạo thành các điểm trên giấy. Giám khảo tùy ý chọn 3 bản thiết kế. Tuyển thủ quan sát bản vẽ, tự vẽ ra các đường nếp gấp trong đầu và tưởng tượng sản phẩm gấp ra. Sau đó, từ 100 tác phẩm origami hoàn chỉnh, tuyển thủ tìm ra tác phẩm gấp ra tương ứng với bản vẽ thiết kế. Ưu tiên độ chính xác, nếu độ chính xác bằng nhau, người dùng ít thời gian hơn sẽ thắng. | Cả hai hòa 2-2 nhưng Bào Vân thắng nhờ dùng ít thời gian hơn.                                                                |
| 2   | Hoàng Chính                | Pháp Sylvain Arnoux                    | Toàn Chuyển Thái Tinh | Hai radar giống nhau bên trong có 5000 điểm sáng nhiều màu sắc. Tuyển thủ chọn ra 1 điểm sáng và thay đổi màu sắc của nó, đồng thời chỉ định điểm xuất phát. Tuyển thủ chỉ được quan sát một phần lộ ra trong phạm vi {\displaystyle 20^{0}} và chuyển động hết 1 vòng trong 4 giây. Thời gian quan sát là 5 phút. Tuyển thủ còn lại phải tìm ra cung tròn và điểm đã được chọn trước. Có 3 vòng đối đầu, hai tuyển thủ lần lượt ra đề. Sau 3 vòng, ai trả lời chính xác trong thời gian ngắn hơn sẽ chiến thắng.      | Hoàng Chính có thành tích trả lời tốt nhất là 2 phút 9,72 giây. Sylvain có thành tích trả lời tốt nhất là 2 phút 37,11 giây. |
| 3   | Lưu Kiện                   | Đức Châu Chương Vĩ (Người Đức gốc Hoa) | Bôn Thảo Chi Chiến    | Có 88 bộ phương thuốc. Tổng là 182 loại dược liệu cho vào các tủ thuốc ngẫu nhiên. Tuyển thủ đồng thời ghi nhớ 88 bộ phương thuốc trong 88 phút và vị trí của 182 dược liệu trên. Giám khảo tùy ý chọn 1 phương thuốc. Tuyển thủ viết ra mã số của tủ chứa các loại dược liệu và hàm lượng của dược liệu đó trong phương thuốc. Ưu tiên độ chính xác, nếu độ chính xác bằng nhau, người dùng ít thời gian hơn sẽ thắng.                                                                                                | Phương thuốc Độc hoạt ký sinh thang có 15 dược liệu. Châu Chương Vĩ đúng toàn bộ, Lưu Kiện sai 1 dược liệu.                  |

### Tập 12
| STT | Danh nhân đường Trung Quốc | Danh nhân đường Quốc tế        | Thử thách            | Mô tả | Diễn biến và kết quả  |
| --- | -------------------------- | ------------------------------ | -------------------- | --- | --------------------- |
| 1   | Dư Bân Tinh                | Thụy Điển Marvin Wallonius     | Phi Xa Thức Đồ       | 80 bản đồ đường đua quanh co phức tạp. Tuyển thủ quan sát và ghi nhớ các bản đồ đường đua trong khoảng thời gian giới hạn. Giám khảo tùy ý chọn đề thi. Tài xế sẽ dựa vào bản đồ đường đua, tiến hành chạy xe. Tuyển thủ chỉ quan sát động tác cầm vô lăng lái xe của tài xế, giành quyền trả lời bản đồ đường đua tương ứng. Đáp đúng sẽ giành 1 điểm, đáp sai đối phương được điểm. Người giành 3 điểm trước sẽ giành chiến thắng. | Dư Bân Tinh thắng 3-2 |
| 2   | Dư Dịch Bái                | Thụy Điển Yanjindulam Altansuh | Cơ Nhân Mật Mã       | Chỉ định 4 bức tranh đời cha, hai cặp tranh tạo thành 2 bức tranh đời con và hai bức tranh đời con tạo thành bức tranh đời cháu. Bức tranh A được cố định tại một trong hai vị trí của gia tộc. Máy tính sẽ chọn 3 trong 8 bức tranh để tạo thành 336 gia tộc. Tuyển thủ quan sát một gia tộc gồm 4 bức tranh đời cha và 2 bức tranh đời con trong 15 giây. Giám khảo tùy ý chọn 3 gia tộc. Chỉ hiện 4 bức tranh đời cha, tuyển thủ tìm bức tranh đời cháu tương ứng mỗi gia tộc. Ưu tiên độ chính xác, nếu độ chính xác bằng nhau, người dùng ít thời gian hơn sẽ thắng.                       | Yanjindulam thắng 3-2 |
| 3   | Vương Phong                | Mỹ Alex Mullen                 | Xung Thượng Vân Tiêu | 5 hãng hàng không, 10 thành phố, 50 đường bay khứ hồi. Mỗi đường bay gồm số hiệu đường bay, thành phố khởi hành, thời gian cất cánh, thành phố đến, thời gian hạ cánh. Hai tuyển thủ ghi nhớ tên viết tắt của 10 thành phố. Trên màn hình xuất hiện các thông tin đường bay. Hệ thống lựa chọn ngẫu nhiên hãng hàng không. Tuyển thủ viết ra tất cả thông tin các đường bay của hãng hàng không đó. Tất cả chính xác được 1 điểm, đáp sai đối phương được điểm. Ai giành 2 điểm trước sẽ giành chiến thắng. *Sau khi một tuyển thủ giành quyền trả lời thì bảng viết của đối thủ sẽ bị phá hủy. | Alex thắng 2-0        |

## Vòng 4
Chung cuộc, cả bốn tuyển thủ Con người là Hoàng Chính, Alex Mullen (hai tuyển thủ mùa này), Trần Trí Cường (Não vương Mùa 3 - giành được quyền trực tiếp thi đấu Não vương tranh bá vào mùa sau) cùng Tiểu Độ - Trí tuệ nhân tạo đều đoạt danh hiệu Não vương.
| STT | Tên thí sinh              | Tên thí sinh              | Thử thách            | Mô tả | Diễn biến và kết quả                                                                                |
| --- | ------------------------- | ------------------------- | -------------------- | --- | --------------------------------------------------------------------------------------------------- |
| 1   | Trung Quốc Hoàng Chính    | Tiểu Độ                   | Thương Hải Tang Điền | Có 30 tấm ảnh địa điểm cũ theo thời gian. Hệ thống sẽ chọn ra 1 khu vực còn nguyên vẹn tương ứng với 30 tấm ảnh địa điểm mới tương ứng (Gọi là khu vực hữu hiệu). Giám khảo tùy ý chọn 1 khu vực hữu hiệu trong các bức ảnh cũ. Sau khi khoanh vùng, phóng to, tuyển thủ quan sát vùng phóng to đó, tìm bức ảnh địa điểm mới và vị trí tương ứng. Toàn bộ chính xác, khiêu chiến thành công. | Cả hai đều đúng số hiệu bức ảnh nhưng Hoàng Chính đáp sai khu vực tương ứng. Tiểu Độ đáp chính xác. |
| 2   | Mỹ Alex Mullen            | Tiểu Độ                   | Thân Ái Đích         | 40 cô gái tương ứng với 40 bức ảnh chụp của cha mẹ cô ấy. Giám khảo tùy ý chọn một bức ảnh chụp cha mẹ, tuyển thủ quan sát và tìm ra cô gái tương ứng. | Tiểu Độ đáp đúng, Alex đáp sai.                                                                     |
| 3   | Tiểu Độ                   | Tiểu Độ                   | Phân biệt giọng nói  | Trên sân khấu, Tiểu Độ nghe 30 đoạn trò chuyện. Giám khảo tùy ý chọn 1 tiếng cười. Tiểu Độ cần tìm ra cuộc trò chuyện có người đó. | Tiểu Độ đáp sai.                                                                                    |
| 4   | Trung Quốc Trần Trí Cường | Trung Quốc Trần Trí Cường | Nhất Tự Thành Thư    | Có 20 bì thư với các thể chữ chữ Hán khác nhau. Khách mời tùy ý chọn 1 bì thư. Tuyển thủ quan sát mặt ngoài bì thư, phán đoán thể chữ. Trong 232 tấm hình do 4 chữ chồng lên nhau, tuyển thủ tìm ra tất cả các chữ có thể chữ như thế. Chính xác toàn bộ, khiêu chiến thành công. | Trần Trí Cường đáp đúng toàn bộ 40 chữ.                                                             |

## Giám khảo
Giám khảo khoa học là Ngụy Khôn Lâm - PGS của khoa Tâm lý học tại Đại học Bắc Kinh, Tiến sĩ Điều khiển Động học tại Đại học Pennsylvania
Giám khảo khách mời:
- Đào Tinh Doanh
- Lưu Quốc Lượng
- Vương Phong
- và các giám khảo:

| Tập  | Giám khảo |
| ---- | --- |
| 7, 8 | Khương Chấn Vũ, Từ Hi Viên, Lang Bình                                                                           |
| 9    | Robert Desimone, Mạnh Phi                                                                                       |
| 11   | Khương Chấn Vũ, Bàng Hội Minh (Phó chủ nhiệm Viện Trung y tỉnh Giang Tô - giám khảo phần thi Thảo mộc chi chiến |
| 12   | Khương Chấn Vũ                                                                                                  |

Giám khảo quốc tế: Robert Desimone, Thomas Südhof
- Robert Desimone có giải thưởng của Viện Hàn lâm Khoa học Quốc gia và là người chiến thắng Golden Brain Award, Giáo sư Khoa Trí tuệ và Nhận thức của Viện Công nghệ Massachusetts
- Thomas Südhof, nhà hóa sinh người Mỹ gốc Đức. Ông là người đồng nhận Giải Nobel Y học (với James Rothman và Randy Schekman) năm 2013

## Khách mời danh tiếng
| Tập | Khách mời                                                                                  |
| --- | ------------------------------------------------------------------------------------------ |
| 1   | Edvard Moser, Chương Tử Di, nhóm nhạc Ong Mật, Ngô Ân Đạt - nhà khoa học cao cấp của Baidu |
| 2   | Châu Kiệt Luân, Ngô Ân Đạt - nhà khoa học cao cấp của Baidu                                |
| 3   | Phó Viên Tuệ, Ngô Ân Đạt - nhà khoa học cao cấp của Baidu                                  |
| 4   | Chương Tử Di                                                                               |
| 6   | Ngô Mẫn Hà                                                                                 |
| 7   | Kha Khiết, Lưu Gia Linh                                                                    |
| 8   | Bùi Tiểu Thanh - nhân viên kiểm tra an ninh Sân bay quốc tế Lộc Khẩu Nam Kinh              |
| 10  | Fukuhara Ai                                                                                |
| 13  | Lâm Nguyên Khánh - viện trưởng viện nghiên cứu Baidu                                       |

## Tài trợ
Thương hiệu sữa Sáu quả Óc chó
Công ty thiết bị Thực tế ảo Vãng Long (tài trợ thiết bị phần thi Thương Hiệt tác thư)